# Forngårdens museum
Forngårdens museum är ett finländskt kulturhistoriskt museum i Snappertuna kyrkoby i Raseborgs stad i Finland.
Forngårdens museum, som öppnades år 1958, ligger på en kulle invid Raseborgsån. Det visar ett skärgårdshemman från mitten av 1800-talet. Ett antal byggnader har flyttats till platsen, bland andra ett boningshus med ursprung i 1700-talet, ett loft, en bod, ett visthus, ett nothus, ett avträde, en lada och en smedja.
Museet öppnades 1958 av den 1947 bildade Snappertuna Fornminnesförening med rektorn Einar Öhman (1892–79) som eldsjäl. Museet drevs av fornminnesföreningen till 1967, när Snappertuna kommun tog över ansvaret. Forngården blev en del av Ekenäs museum 1977, då Snappertuna kommun slogs ihop med Ekenäs stad.
Under ett antal år fram till 1981 användes Forngården som vandrarhem.

## Byggnader
Huvudbyggnaden är en parstuga från Halstö, vars äldsta del är från början och mitten av 1700-talet. Byggnaden flyttades till nuvarande plats 1952. Även visthuset är från Halstö.
Loftet kommer från Bredslätt och flyttades som första byggnad till forngården 1949. På en gavel sitter en vällingklocka från Raseborgs kungsgård. Smedjan är också från Bladkärr. Den byggdes 1903 av Gustav Roms och flyttades till Forngårdens museum, där den invigdes 1998.
Nothuset är från Rådsböle och flyttades till museet 1953. En tidigare spannmålsbod flyttades från Repubacka 1960 och inreddes som övernattningsrum.